# Characidium xanthopterum
Characidium xanthopterum är en fiskart som beskrevs av Silveira, Langeani, da Graça, Pavanelli och Buckup 2008. Characidium xanthopterum ingår i släktet Characidium och familjen Crenuchidae. Inga underarter finns listade i Catalogue of Life.